# Donte McGill
Donte McGill (Filadelfia, Pensilvania, 16 de mayo de 1995) es un baloncestista estadounidense que actualmente juega para el Al Wahda Damasco de Siria. Con 1,91 metros de estatura, juega en la posición de escolta. 

## Trayectoria deportiva

### Universidad
Jugó su primera temporada en el Goldey–Beacom College en Pike Creek Valley, Delaware, perteneciente a la División II de la NCAA, donde promedió 15,1 puntos, 3,7 rebtes y 1,5 asistencias, por lo que fue elegido Rookie del Año de la Central Atlantic Collegiate Conference. Al año siguiente jugó en la Universidad Vincennes de la NJCAA, donde acreditó unos promedios de 11,6 puntos y 3,6 rebotes por partido.
Finalmente en 2016 llegó a la División I de la NCAA al comprometerse con los Panthers de la Universidad Internacional de Florida, donde en su primera temporada fue el máximo anotador del equipo, al promediar 16,1 puntos por partido, a los que añadió 4,6 rebotes y 1,3 asistencias, mejorando en el aspecto anotador al año siguiente, al anotar 18,3 puntos por encuentro.

### Profesional
Tras no ser elegido en el Draft de la NBA de 2017, sí lo fue en el Draft de la NBA G League, siendo escogido por los Lakeland Magic en la tercera posición de la cuarta ronda. Pero fue cortado antes del comienzo de la competición, no siendo reclamado por otro equipo hasta enero de 2018, cuando los Delaware 87ers se hicieron con sus servicios. Solo disputó cuatro partidos, en los que promedió 4,7 puntos y 2,2 asistencias.
En enero de 2019 fichó por el equipo kazajo del Barsy Atyrau de la Liga Internacional de Baloncesto de los Balcanes, con los que disputó cinco partidos, promediando 18,8 puntos y 5,2 rebotes, mientras que en la Liga de Kazajistán promedió 21,6 puntos y 4,4 asistencias en once encuentros.
Tras comenzar la temporada siguiente en el equipo kazajo, en el mes de octubre de 2019 dejó el equipo para fichar por el Stal Ostrów Wielkopolski de la liga polaca, donde solo jugó cinco encuentros, promediando 5,0 puntos y 1,6 rebotes.
En marzo de 2024 se unió al equipo sirio Al Wahda Damasco.